# Marc Gold
Marc Gold, né le 30 juin 1950 à Montréal, est un professeur, avocat, administrateur et homme politique canadien. 

## Biographie
Né en 1950, il est le fils du juge Alan B. Gold.
En 1972, il obtient un baccalauréat ès arts de l'Université McGill, puis en 1978, en droit de l'Université de la Colombie-Britannique. Il termine sa maîtrise à l'Université Harvard en 1979. De 1979 à 1991, il est professeur agrégé de droit à l'Osgoode Hall Law School. De 1991 à 2014, il est copropriétaire d'une société privée montréalaise d’investissement immobilier et de portefeuille.
Il a occupé de nombreux postes d’administration dans différents organismes. Il fut entre autres président des Fédérations juives du Canada.
Le 2 novembre 2016, Justin Trudeau, premier ministre du Canada, le nomme au Sénat du Canada. Il entre officiellement en poste le 25 novembre 2016 à titre de sénateur de Stadacona.